# Сасовское лётное училище гражданской авиации
Сасовское имени Героя Советского Союза Тарана Г. А. лётное училище гражданской авиации — филиал Федерального государственного бюджетного образовательного учреждения высшего образования «Ульяновский Институт Гражданской Авиации имени Главного маршала авиации Б. П. Бугаева» (СЛУ ГА филиал ФГБОУ ВО УИ ГА) — среднее училище гражданской авиации СССР и России, находящееся в г. Сасово Рязанской области.

## История

### СССР
В начале 1941 года в Исилькуле была сформирована 111-я учебная авиаэскадрилья.
Историю Сасовского летного училища гражданской авиации начинают с 1943 года. В этом году Приказом начальника Главного управления Гражданского Воздушного флота № 634 от 2 марта 1943 года на базе 111-й Исиль-Кульской, 74-й Шадринской авиаэскадрильи, а также части летного состава 71-й Янаульской авиаэскадрильи в мае 1943 года была создана Исиль-Кульская авиационная школа пилотов первоначального обучения ГВФ. 11 октября 1945 года Приказом начальника Главного Управления ГВФ № 0238 было принято решение перебазировать Исиль-Кульскую авиашколу в г. Сасово.
27 июня 1947 авиашколу переименовали в Сасовское летное училище Гражданской авиации.
3 января 1949 года постановлением Совета Министров № 18, в целях увековечивания памяти Героя Советского Союза Тарана Григория Алексеевича, за успехи в деле подготовки лётных кадров Сасовскому лётному училищу ГВФ было присвоено имя Героя Советского Союза Тарана Г. А.
С 29.07.2009 г.училище становится филиалом УВАУ ГА (Ульяновского Высшего Авиационного Училища Гражданской Авиации)
Это была превосходная база для подготовки кадров для ГА СССР. За время своей работы в стенах заведения были подготовлены сотни первоклассных пилотов, разошедшихся после выпуска по всему бывшему Союзу. Воспитанники училища всегда ценились и были востребованы как на крайнем севере, так и в крупных аэропортах Москвы. Также во времена СССР осуществлялась подготовка курсантов из Вьетнама, Афганистана, Кубы, стран Африки.
Обучение проходило на самолётах следующих типов: самолёты По-2, Ли-2, Як-12, Як-18А, ЯК-18Т, Ан-2, Л-410; непродолжительное время эксплуатировались самолёты Ан-24 (1974-1977). Также были курсы переподготовки на вертолёты Ка-15, Ми-1, Ми-4.

### Россия
29 июля 2009 года согласно Распоряжению Правительства Российской Федерации от 4 февраля 2008 г. № 109-р и приказа ФАВТ Минтранса России от 20 октября 2008 года № 413 Федеральное государственное образовательное учреждение среднего профессионального образования «Сасовское имени Героя Советского Союза Тарана Г. А. лётное училище гражданской авиации» реорганизовано в обособленное подразделение «Сасовское имени Героя Советского Союза Тарана Г. А. летное училище гражданской авиации» филиал Федерального государственного образовательного учреждения высшего профессионального образования «Ульяновское высшее авиационное училище гражданской авиации (институт)» (СЛУ ГА филиал ФГОУВПО УВАУ ГА (И)).
В мае 2012 года открыта бетонная взлётная полоса; 2 2014 закончена реконструкция курсантской столовой. В 2013 году было училищем было принято около 170 человек. Училище располагает тренажёрами Cessna- 172; имеется два тренажёра L-410UVP E-20. Обучение ведётся на самолётах Cessna-172S, выпуск осуществляется на самолётах Diamond-42.